# Мавлютово (Кушнаренковский район)
Мавлютово (баш. Мәүлет) — деревня в Кушнаренковском районе Республики Башкортостан Российской Федерации. Входит в состав Бакаевского сельсовета. 

## География

### Географическое положение
Расстояние до:
- районного центра (Кушнаренково): 21 км,
- центра сельсовета (Бакаево): 3 км.
- ближайшей ж/д станции (Уфа): 79 км.

## История
Впервые упоминается в материалах V ревизии 1795 г., а первопоселенец Дуванейской волости Мавлют Мамбетов — в купчей записи за 1784 г., когда дуванейские вотчинники продали свои вотчинные земли по pp. Белая и Бирь заводчику И. Л. Тимашеву за 750 руб. Его сыновья Габит Мавлютов (жил здесь в 1766—1816), Миней Мавлютов (в 1774—1830 гг.). По VII ревизии жили башкиры-вотчинники Куюковой тюбы Кандинской волости, припущенные дуванейцами на свою землю. В 1856 г. большинство башкир-канлинцев переезжает на свою вотчину в устье р. Кигазы. Мавлютово становится поселением в основном мишарей, которых в 1920 г. насчитывалось 242 человека при 45 дворах.
Мишари были переселены в Мавлютово из д. Нижнесаитово в 1794 г. Примерно в то же время обосновались здесь и тептяри.
В 1795 г. мишарей было 5 (1 двор), ясачных татар 24 (5 дворов), 27 мурз (4 двора), 2 отставных солдата (1 двор). Ясачные татары впоследствии перешли в сословие тептярей. В последующих ревизиях 1816 и 1834 гг. мурзы не были учтены по причине перехода их в другое селение. В 1896 г. всех жителей было 168 человек.
Таким образом, д. Мавлютово, основанная башкирами-припущенниками, со второй половины 50-х гг. XIX в. становится тептярско-мишарской.
В «Списке населенных мест по сведениям 1870 года», изданном в 1877 году, населённый пункт упомянут как деревня Мавлютова 2-го стана Уфимского уезда Уфимской губернии. Располагалась при речке Чермасане, по левую сторону Сибирского почтового тракта из Уфы, в 71 версте от уездного и губернского города Уфы и в 36 верстах от становой квартиры в деревне Воецкая (Акбашева). В деревне, в 12 дворах жили 71 человек (35 мужчин и 36 женщины, татары), была мечеть.

## Население
| 2002 | 2009 | 2010 |
| ---- | ---- | ---- |
| 49   | ↘37  | ↗38  |

Национальный состав
Согласно переписи 2002 года, преобладающие национальности — башкиры (63 %), татары (37 %).